# Amlán
Amlán es un municipio filipino perteneciente a la provincia de Negros Oriental. Según el censo de 2000, posee una población de 19,227 habitantes repartidos en 3851 familias. 

## Barangayes
Amlán está administrativamente dividida en 8 barangayes:
- Bio-os
- Jantianon
- Jugno
- Mag-abo
- Población
- Silab
- Tambojangin
- Tandayag